# Galle (cráter)

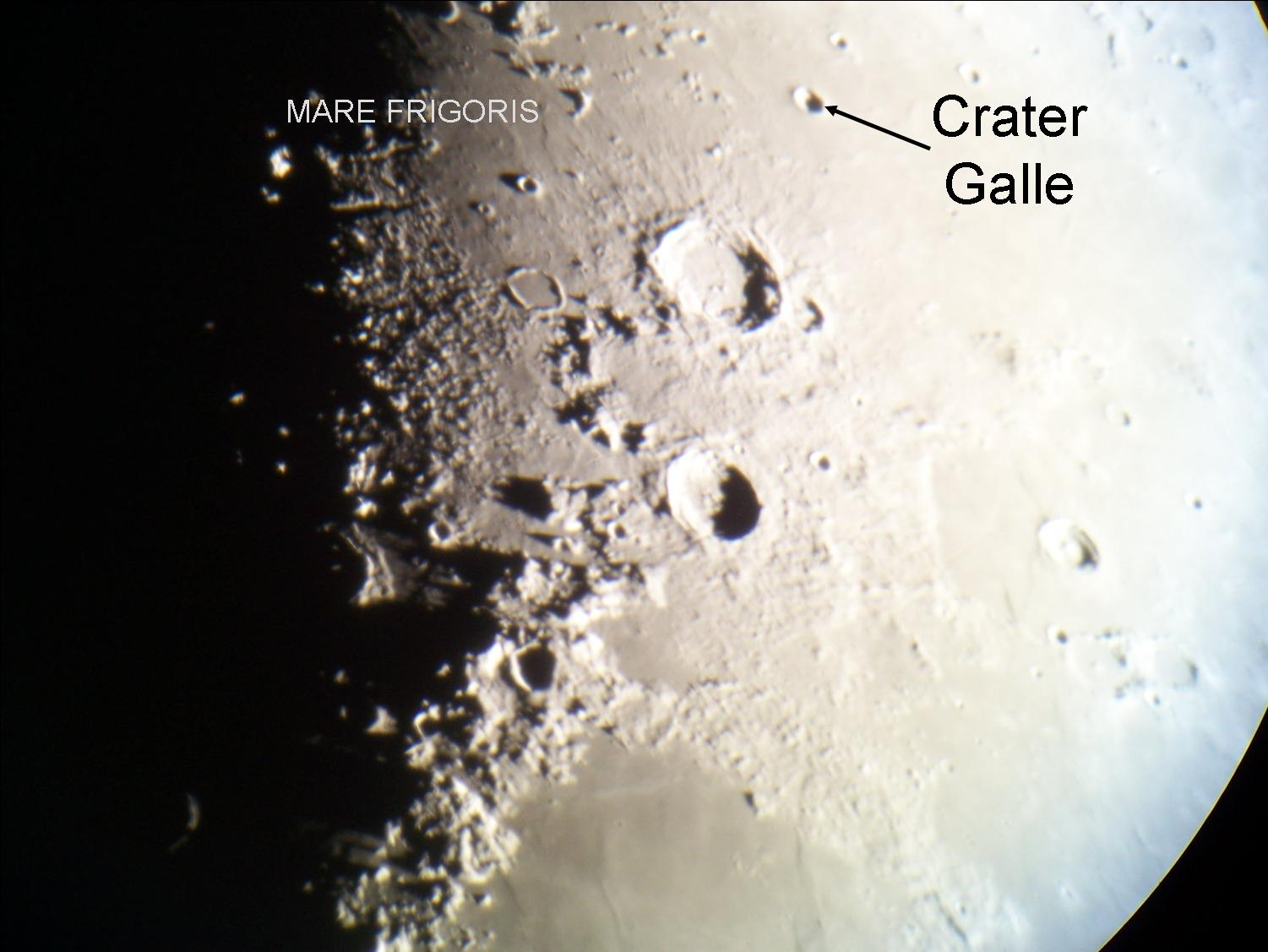
Localización de Galle en la Luna

Galle es un pequeño cráter de impacto lunar situado en el Mare Frigoris, al norte-noreste del prominente cráter Aristóteles.
|  |

La formación es casi circular, con un borde afilado y poca apariencia de erosión. Presenta unas ligeras protuberancias hacia el exterior en los sectores norte y noreste del borde, pero por lo demás la formación es relativamente simétrica.

## Cráteres satélite
Por convención estos elementos son identificados en los mapas lunares poniendo la letra en el lado del punto medio del cráter que está más cerca de Galle.
|       | \| Galle \| Coordenadas \| Diámetro \| \| ----- \| ---------------------------- \| -------- \| \| A \| 53°54′N 22°18′E / 53.9, 22.3 \| 6 km \| \| B \| 55°24′N 17°24′E / 55.4, 17.4 \| 7 km \| \| C \| 57°48′N 24°30′E / 57.8, 24.5 \| 11 km \| |          |
| Galle | Coordenadas | Diámetro |
| A     | 53°54′N 22°18′E / 53.9, 22.3 | 6 km     |
| B     | 55°24′N 17°24′E / 55.4, 17.4 | 7 km     |
| C     | 57°48′N 24°30′E / 57.8, 24.5 | 11 km    |